# Lãnh công màu hung
Lãnh công màu hung hay cánh thư chói đồng (danh pháp hai phần: Fissistigma cupreonitens) là một loài thực vật thuộc họ Annonaceae (họ Na). Đây là loài đặc hữu của Trung Quốc. Mọc tại các khu vực nhiều rừng tại độ cao từ 300 tới 1.000 m trong địa bàn tỉnh Quảng Tây
Tuy nhiên, theo Danh lục các loài thực vật Việt Nam, loài cây này cũng có ở Việt Nam, tại Lạng Sơn và Thái Nguyên.

## Đặc điểm
Cây bụi trườn, dài tới 8 m, mọc rải rác trong rừng trên khu vực núi đất.